# کمپلکس مایسن‌هایمر
کمپلکس مایسن‌هایمر (به انگلیسی: Meisenheimer complex) یا کمپلکس جکسون-مایسن‌هایمر (به انگلیسی: Jackson–Meisenheimer complex) یک محصول افزایشی ۱:۱ از یک آرن حامل گروه‌های الکترون‌کشنده و یک هسته دوست است. این کمپلکس‌ها به‌عنوان حدواسط‌های فعال در واکنش‌های جایگزینی آروماتیک هسته دوست یافت می‌شوند. نمک‌های مایسن‌هایمر پایدار و خالص شناخته شده‌اند.